# كأس تونس 1963–64
كأس تونس لكرة القدم 1963-1964 هو الموسم رقم 9 منذ الاستقلال وال34 منذ إنشائه من كأس تونس لكرة القدم.

فاز بهذا الموسم الترجي الرياضي التونسي، وجاء ثانيا النادي الرياضي لحمام الأنف.

## روابط خارجية
- الموقع الرسمي للجامعة التونسية لكرة القدم.